# Sängknoppar och kvastskaft
Sängknoppar och kvastskaft (engelska: Bedknobs and Broomsticks) är en delvis animerad amerikansk musikalisk fantasyfilm från 1971 av Walt Disney Productions. Filmen är baserad på novellerna The Magic Bed-Knob och Bonfires and Broomsticks av Mary Norton. I huvudrollerna ses Angela Lansbury och David Tomlinson. Filmen vann en Oscar för bästa specialeffekter vid Oscarsgalan 1972. Den hade biopremiär i Storbritannien den 7 oktober 1971.

## Handling
Under andra världskriget evakueras barn från London för att undvika Tyskarnas bombningar ut på landsbygden. Barnen Rawlins hamnar hos Eglantine Price (Angela Lansbury), som inte är överväldigad över barnens besök.
Barnen upptäcker att Eglantine går en brevkurs i häxkonst, men när brevkursen upphör utan att hon fått en viss trollformel blir hon ursinnig. Mr. Emelius Browne, som hållit i kursen, visar sig vara en bluff, och har hämtat den halva formeln i en lika halv bok.
Färden går då till ön Naboombu (avsnitt med animerade, talande och förmänskligade djur), där den andra halvan skall finnas.

## Om filmen
Filmen hade brittisk premiär den 7 oktober 1971, och svensk premiär den 23 oktober 1972.

## Rollista i urval
| Angela Lansbury     | – Eglantine Price                |
| David Tomlinson     | – Emelius Browne                 |
| Ian Weighill        | – Charlie                        |
| Cindy O'Callaghan   | – Carrie                         |
| Roy Snart           | – Paul                           |
| Roddy McDowall      | – Mr. Rowan Jelk                 |
| Sam Jaffe           | – bokhandlare                    |
| Bruce Forsyth       | – Swinburne                      |
| Tessie O'Shea       | – Mrs. Jessica Hobday            |
| John Ericson        | – överste Heller                 |
| Reginald Owen       | – Generalmajor Sir Brian Teagler |
| Arthur Gould-Porter | – Kapten Bill Ainsley Greer      |
| Hank Worden         | – vakt                           |
| Cyril Delevanti     | – åldrig bonde                   |
| Ben Wrigley         | – arbetare på Portobello Rd.     |
| Rick Traeger        | – tysk sergeant                  |
| Manfred Lating      | – tysk sergeant                  |
| John Orchard        | – säljare                        |

### Röster
| Lennie Weinrib  | – Kung Lejon (King Leonidas)/sekreterare Bird (Secretary Bird) |
| Dallas McKennon | – Björn (Bear)                                                 |
| Bob Holt        | – Herr Torsk (Mr. Codfish)                                     |